# Fabian Herbers
Fabian Herbers (Ahaus, Norte-Westfalia, Alemania: 17 de agosto de 1993) es un futbolista alemán. Juega de delantero o centrocampista ofensivo y su equipo actual es el CF Montréal de la Major League Soccer.

## Trayectoria

### Inicios
Antes de jugar en los Estados Unidos, Herbers jugó en las inferiores del FC Twente, SC Preußen Münster y el VfL Rhede. Compitió en el fútbol universitario para la Universidad Creighton entre los años 2013 y 2015, para luego firmar contrato en la Major League Soccer por la Generación Adidas.

### Profesional
Herbers fue seleccionado por el Philadelphia Union en el sexto lugar del SuperDraft de la MLS 2016. Debutó en el Union el 6 de marzo de 2016 en la derrota por 0-2 ante el FC Dallas. En su primera temporada como profesional, también jugó por el equipo franquicia, el Bethlehem Steel FC, donde anotó dos goles en 2016, incluido el primer gol del club el 25 de marzo en la victoria por 1-0 ante el FC Montréal.
El 9 de diciembre de 2018, Herbers fue intercambiado al Chicago Fire por la segunda selección del SuperDraft de la MLS de 2019.

## Estadísticas
Actualizado al último partido disputado el 14 de octubre de 2018.
| VfL Rhede · Alemania                   |               |               |     |    |   |   |   |   |   |    |     |    |
| 5.ª                                    | 2012-13       | 25            | 7   | 0  | 0 | - | - | - | - | 25 | 7   |    |
| Total club                             | Total club    | 25            | 7   | 0  | 0 | 0 | 0 | 0 | 0 | 25 | 7   |    |
| Philadelphia Union Estados Unidos      |               |               |     |    |   |   |   |   |   |    |     |    |
| 1.ª                                    | 2016          | 32            | 3   | 2  | 1 | - | - | - | - | 35 | 4   |    |
| 1.ª                                    | 2017          | 12            | 1   | 0  | 0 | - | - | - | - | 12 | 1   |    |
| 1.ª                                    | 2018          | 9             | 0   | 1  | 0 | - | - | - | - | 10 | 0   |    |
| Total club                             | Total club    | 53            | 4   | 3  | 1 | 0 | 0 | 0 | 0 | 57 | 5   |    |
| Bethlehem Steel FC Estados Unidos      |               |               |     |    |   |   |   |   |   |    |     |    |
| 2.ª                                    | 2016          | 6             | 2   | -  | - | - | - | - | - | 6  | 2   |    |
| 2.ª                                    | 2017          | 3             | 1   | -  | - | - | - | - | - | 3  | 1   |    |
| 2.ª                                    | 2018          | 14            | 5   | -  | - | - | - | - | - | 14 | 5   |    |
| Total club                             | Total club    | 23            | 8   | 0  | 0 | 0 | 0 | 0 | 0 | 23 | 8   |    |
| Chicago Fire Estados Unidos            |               |               |     |    |   |   |   |   |   |    |     |    |
| 1.ª                                    | 2019          | 0             | 0   | 0  | 0 | 0 | 0 | 0 | 0 | 0  | 0   |    |
| Total club                             | Total club    | 0             | 0   | 0  | 0 | 0 | 0 | 0 | 0 | 0  | 0   |    |
| Total carrera                          | Total carrera | Total carrera | 101 | 19 | 3 | 1 | 0 | 0 | 0 | 0  | 105 | 20 |
| (1) Incluye datos de la U.S. Open Cup. |               |               |     |    |   |   |   |   |   |    |     |    |